# Meryta macrophylla
Meryta macrophylla là một loài thực vật có hoa trong Họ Cuồng cuồng. Loài này được (W.Rich ex A.Gray) Seem. mô tả khoa học đầu tiên năm 1862.